# Mohamed Krid
Mohamed Krid (arabe : محمد قريد) ou Mohamed Ali Krid, né le 12 mai 1991 à Gafsa, est un athlète handisport tunisien, actif principalement dans les épreuves de lancer dans la catégorie F34.
Il débute l'athlétisme à l'âge de douze ans dans sa ville natale. Aux championnats du monde d'athlétisme handisport 2006 à Assen, il termine à la cinquième place au lancer du javelot F33-34/56 et à la septième place au lancer du disque F33-34. Il remporte ensuite deux médailles de bronze lors des championnats 2011 à Christchurch, respectivement au lancer du javelot F33/34 et au lancer du poids F34.
Il participe en parallèle aux Jeux paralympiques d'été de 2008 à Pékin, où il remporte une médaille d'argent au lancer du javelot F33/34/52, tout en terminant quatrième au lancer du disque F33/34/52 et quatorzième au lancer du poids F33/34/52. Lors des Jeux paralympiques d'été de 2012 à Londres, il termine quatrième au lancer du disque F32/33/34, huitième au lancer du javelot F33/34 et dixième au lancer du poids F34.
Il remporte une médaille d'or au lancer du disque F32/33/34 lors des Jeux de la Francophonie de 2013 à Nice.